# Rhamphomyia brevipila
Rhamphomyia brevipila är en tvåvingeart som beskrevs av Oldenberg 1922. Rhamphomyia brevipila ingår i släktet Rhamphomyia och familjen dansflugor. Inga underarter finns listade i Catalogue of Life.